# Понтийская культура (книга)
Понтийская культура (тур. Pontos Kültürü) — книга турецкого писателя Омера Асана, посвященная культуре греков-мусульман в исторической провинции Понт.

## Предыстория
О причинах написания этой книги автор рассказал в интервью 2010 года в Афинах:

То что мы говорили на понтийском (на греческом) в нашей семье было первой причиной. По этой причине и из любопытства всё и началось. И это любопытство привело меня в Грецию. Вопрос «Кто я ?» побудил меня написать эту книгу. «Кто я ? Откуда я и куда иду ?» Вопрос касался не только меня. Проблема была в том, что мы были отличными от людей нашего окружения. Язык, мысль, поведение, песни, танцы, пища были другими. Проблема была в отличие цивилизаций… Я начал поиск своей идентичности исходя из того факта, что язык на котором говорили мои предки не был турецким.

## Описание
Книга является документальным исследованием автора в деревне Еренкой (тур. Erenköy). Книга описывает устную (включая легенды) и материальную культуру региона. Также часть книги посвящена понтийскому языку и его диалектам. Тем не менее по словам автора «книга не исследует понтийскую культуру, но стремится к этому».
В целом книга имеет полемический текст и часто идёт в разрез с современной турецкой историографией. В январе 2002 года, после телепередачи на турецком телеканале ATV, книга и автор стали объектами споров. Асан получал угрозы и обвинения в «государственной измене» от националистических кругов. В том же месяце книга была запрещена вердиктом государственного суда безопасности в Стамбуле по обвинению в «пропаганде сепаратизма». Автор, книга и издатель были оправданы в 2003 году.